# Instant art
Instant art is het tweede album van de Groningse band Benjamin B uit 1999.

## Opnamen
Na het succes van het album The comfort of replay veranderde er veel bij Benjamin B. De band kreeg veel bekendheid door de een cover van Time in a bottle van Jim Croce, dat gebruikt werd voor een reclame voor Grolsch over 100 jaar beugelfles. Bassiste Barbara Lampe verliet de band en werd vervangen door Vincent van Vondel, ook werd de band uitgebreid met tweede gitarist Nico Langeland. In deze bezetting nieuwe ging Benjamin B werken aan nieuwe liedjes.
In tegenstelling tot het vorige album, schreef Fiebo Scholtens de nummers thuis al voor een gedeelte uit. De details werden door de band in de studio bedacht. Met deze nummers op zak, ging de band opnemen in de Studio Sound Enterprise met producer Frans Hagenaars. De sobere nummers Red umbrella, Private side en Small change werden in een eerder stadium, nog met bassiste Lampe, door de band zelf opgenomen bij Scholtens thuis.
Op 12 april 1999 verscheen het album met een opvallende lichtoranje voorkant. Het artwork werd verzorgd door Gerard Teuben en tekenares Ingrid Haan, die het geheel een jaren zeventig stripstijl meegaf. Bij de eerste 1500 exemplaren werd een bonus-cd gevoegd, waarop synthesizerversies van liedjes van het album staan en het nummer I don't think so. Ondanks dat deze bonus-cd niet los verkocht werd, kreeg deze toch een eigen labelnummer mee. De plaat kreeg goede kritieken, maar de verkoop viel tegen. Op 27 april werd een promosingle uitgebracht van het nummer Another rise, dat naar diverse radiostations werd toegestuurd, maar niet officieel werd uitgebracht.
Instant art werd het laatste album dat de band maakte voor Excelsior Recordings. Het album Tired of the moon werd in 2004 door het label, dat al langer in zijn maag zat met de werkwijze van de band, afgekeurd, waarna de band overstapte naar Living Room Records.

## Muzikanten
- Fiebo Scholtens - gitaar, zang
- Nico Langeland - gitaar, keyboard
- Vincent van Vondel - basgitaar, zang
- Michel Weber - drums, zang

### Gastmuzikanten
- Barbara Lampe - basgitaar, zang, leadzang op Red umbrella
- Okkie Bult - gitaar
- Sybren van Doesum - trompet

## Tracklist
1. Empty
2. Shakedown
3. ...as a cow
4. Cannery
5. The riddler
6. The proper way
7. M.E.
8. Red umbrella
9. Not amused
10. Sour/sweet
11. Log
12. Private side
13. Small change
14. Another rise

Alle nummers zijn geschreven door Fiebo Scholtens.

### Halfway towards imperfect
Halfway towards imperfect was de bonus-cd die werd weggegeven bij de eerste 1500 exemplaren van Instant art. De cd bevat synthesizerversies van een zestal albumtracks en het nummer I don't think so, dat niet op het album staat.
1. Empty
2. Red umbrella
3. Another rise
4. Sour/sweet
5. M.E.
6. The riddler
7. I don't think so